# Ace Hood
Antoine McColister (11 de mayo de 1988), conocido por su nombre artístico Ace Hood, es un rapero estadounidense. Firmó con el sello discográfico de DJ Khaled We The Best Music Group y anteriormente fue firmado por Def Jam Recordings y Cash Money Records. Su canción "Top of the World", de su álbum debut Gutta, fue presentada en el juego de baloncesto NBA 2K10. Ha publicado cuatro álbumes, con su mayor éxito siendo sus dos últimos álbumes, Blood, Sweat & Tears y Trials & Tribulations, que fue lanzado el 16 de junio de 2013. Es más conocido por sus exitosos sencillos "Hustle Hard" y "Bugatti".

## Primeros años
Antoine nació en Port St. Lucie, Florida el 11 de mayo de 1988, y fue criado por su madre con su primo más joven Ty Barton, Jr. en Deerfield Beach, parte del condado de Broward. Se graduó en Deerfield Beach High School. A raíz de una lesión en el fútbol en décimo grado, y después de darse cuenta de que no sería capaz de hacerse profesional comenzó a considerar seriamente rapear como una carrera. Entonces Hood se unió a un grupo local llamado Dollaz & Dealz y lanzó un sencillo titulado «M.O.E.» en 2006. También se comenzó a promover a sí mismo a través de eventos de open mic y concursos de talentos en la ciudad.

## Carrera musical

### Comienzo de carrera
En 2007, conoció a DJ Khaled fuera de la oficina de WEDR 99 Jamz (que se encuentra al sur de la Florida) emisora de radio, donde tocan todo el Hip Hop y música R&B. Después de que Ace le dio a Khaled una autobiografía y su demo. Khaled le preguntó a Ace si podría hacer un freestyle sobre el instrumental de su canción "I'm So Hood" (que durante ese momento, la canción fue lanzada como un sencillo de su segundo álbum, We The Best), y más tarde lo firmó para su sello We The Best Music Group. Ace fue nombrado como artista, juntos con otros, para ser colocados en los Freshman of '09 de XXL Magazine.

### 2008: Gutta
Su primer álbum, Gutta, fue lanzado en 2008, Los sencillos fueron "Cash Flow" con T-Pain y Rick Ross, y "Ride", con Trey Songz. Hood lanzó un mixtape titulado Ace Won't Fold and All Bets On Ace. Estuvo con varios invitados en el sencillo de DJ Khaled "Out Here Grindin", también con Akon, Rick Ross, Plies, Lil Boosie y Trick Daddy, que alcanzó el puesto #38 en Billboard Hot 100, convirtiéndose en el mayor éxito de Ace Hood. Es a partir del tercer álbum de Khaled We Global, y finalmente fue certificado oro por la RIAA. Ace Hood apareció en Wildstyle Radio on WUAG 103.1 FM en Greensboro, Carolina del Norte, el 7 de septiembre de 2008, para promover su álbum, Gutta, junto a DJ Khaled. El álbum debutó #36 en Billboard 200, vendiendo 25.000 copias su primera semana.

### Álbumes
| Año  | Álbum                 | Posición en la lista | Posición en la lista | Posición en la lista | Ventas  | Ventas  | Ventas  |
| Año  | Álbum                 | U.S.                 | R&B                  | Rap                  | Ventas  | Ventas  | Ventas  |
| ---- | --------------------- | -------------------- | -------------------- | -------------------- | ------- | ------- | ------- |
| 2008 | Gutta                 | 36                   | 5                    | 2                    | 124,476 | 124,476 | 124,476 |
| 2009 | Ruthless              | 23                   | 3                    | 2                    | 153,024 | 153,024 | 153,024 |
| 2011 | Blood, Sweat & Tears  |                      |                      |                      |         |         |         |
| 2013 | Trials & Tribulations |                      |                      |                      |         |         |         |

### Mixtapes
- 2008: "Ace Won't Fold"
- 2008: "All Bets on Ace"
- 2009: "The Preview"
- 2009: "Street Certified"
- 2010: "No Pressure"

### Singles
| Año  | Canción                                             | U.S. Hot | U.S. R&B | U.S. Rap | Álbum      |
| ---- | --------------------------------------------------- | -------- | -------- | -------- | ---------- |
| 2008 | "Cash Flow" (featuring T-Pain & Rick Ross)          | 120      | 55       | -        | Gutta      |
| 2008 | "Ride" (featuring Trey Songz)                       | 90       | 27       | 14       | Gutta      |
| 2009 | "Overtime" (featuring Akon & T-Pain)                | 119      | 70       | –        | Ruthless   |
| 2009 | "Champion" (featuring Rick Ross & Jazmine Sullivan) | –        | 58       | –        | Ruthless   |
| 2009 | "You Ain't Know"                                    | –        | –        | –        | Underrated |

## Colaboraciones
- 2008,  "Paper Chase"(Bizniz Kid featuring Ace Hood)
- 2008, "Standing on the Mountain Top" (DJ Khaled featuring Ace Hood & Pooh Bear)
- 2008, "Out Here Grindin'" (DJ Khaled featuring Akon, Rick Ross, Plies, Lil Boosie, Ace Hood, & Trick Daddy)
- 2008, "Final Warning" (DJ Khaled featuring Bun B, Blood Raw, Ace Hood, Brisco, Bali, Lil Scrappy, Shawty Lo, & Rock City)
- 2008, "Blood Money" (DJ Khaled featuring Rick Ross, Brisco, Ace Hood, & Birdman)
- 2008, "Out Here Grindin'" (DJ Khaled featuring Akon, Rick Ross, Plies, Lil Boosie, Ace Hood, & Trick Daddy)
- 2008, "I'm the Shit" (Ball Greezy featuring Brisco & Ace Hood)
- 2008, "Vibin' [Remix]" (Piccolo featuring Ace Hood)
- 2009, "Gutta Bitch (Remix)" (Trai'D feat. DJ Khaled, Ace Hood, Trina, Bun B, and Hurricane Chris)
- 2009, "Yayo" (Flo Rida feat. Brisco, Billy Blue, Ball Greezy, Rick Ross, Red Eyezz, Bred, Pitbull, & Ace Hood)
- 2009, "I Don't Give A Fuck"  (Bali feat. Papa Duck & Ace Hood)